# Norbert Dorsey
Norbert Mary Leonard James Dorsey (ur. 14 grudnia 1929 w Springfield, zm. 21 lutego 2013 w Orlando) – amerykański duchowny katolicki, biskup, pasjonista.

## Życiorys
Mając 19 lat wstąpił do zgromadzenia Męki Pańskiej. W dniu 28 kwietnia 1956 roku został wyświęcony na kapłana. Papież Jan Paweł II mianował go biskupem pomocniczym w Miami w dniu 19 stycznia 1986 roku. 19 marca 1986 roku został konsekrowany na tytularnego biskupa Maksar. W dniu 25 maja 1990 roku został mianowany biskupem diecezji Orlando. Mając 75 lat przeszedł na emeryturę w dniu 13 listopada 2004 roku. Zmarł 21 lutego 2013 roku mając 83 lata na raka. Został pochowany na cmentarzu "Gate of Heaven" w Springfield (Hrabstwo Hampden) w stanie Massachusetts.